# ATP-seizoen 2017
Het ATP-seizoen in 2017 bestond uit de internationale tennistoernooien, die door de ATP en ITF werden georganiseerd in het kalenderjaar 2017.
Het speelschema omvatte:
- 64 ATP-toernooien, bestaande uit de categorieën:
  - ATP World Tour Masters 1000: 9
  - ATP World Tour 500: 13
  - ATP World Tour 250: 40
  - ATP Finals: eindejaarstoernooi voor de 8 beste tennissers/dubbelteams.
  - Next Generation ATP Finals: eindejaarstoernooi voor de 7 beste tennissers jonger dan 21 jaar (+ 1 wildcard), geen ATP-punten.
- 6 ITF-toernooien, bestaande uit de:
  - 4 grandslamtoernooien;
  - Davis Cup: landenteamtoernooi, geen ATP-punten;
  - Hopman Cup: landenteamtoernooi voor gemengde tenniskoppels, geen ATP-punten.

## Verschillen met vorig jaar

### Toernooiwijzigingen
- Het ATP-toernooi van Boekarest (Roemenië) werd vervangen door het ATP-toernooi van Boedapest (Hongarije).
- Het ATP-toernooi van Antalya (Turkije) is nieuw op de kalender. Het toernooi vond plaats op gras in de week voorafgaand aan Wimbledon.
- Het ATP-toernooi van Nottingham verhuist naar Eastbourne, wat een gecombineerd ATP- en WTA-evenement werd.
- Het ATP-toernooi van Nice verhuist naar Lyon, dat hiermee terugkeert op de kalender na de laatste editie in 2009. Het voormalige toernooi in Lyon werd gespeeld in oktober op indoor hardcourtbanen. Het nieuwe toernooi werd gespeeld in mei op gravelbanen.
- De Next Generation ATP Finals werden geïntroduceerd. Dit was een nieuw eindejaarstoernooi voor de 7 beste tennissers jonger dan 21 jaar (+ 1 wildcard). Het toernooi vond plaats in november in de week voor de ATP Finals. Het toernooi zou de komende vijf jaar plaatsvinden in Milaan. Na deze periode volgde een herverkiezing van de gaststad. In dit toernooi werd geëxperimenteerd met een aantal nieuwe regels, zoals 4 gewonnen games per set (best-of-five format), tiebreak bij 3-3, een no-ad-scoresysteem, geen lets, live Hawk-Eye, 25 seconden shotklok. Er zijn geen ATP-punten te verdienen, eveneens werd het toernooi door de ATP niet aangemerkt als een officieel toernooi. De wedstrijden tellen wel mee in de officiële winst-verlies seizoenstatistieken.

## Speelschema

### Legenda
| Grand Slams                 |
| Olympische Spelen           |
| ATP World Tour Finals       |
| ATP World Tour Masters 1000 |
| ATP World Tour 500          |
| ATP World Tour 250          |
| Toernooien voor teams       |

Codering
De codering voor het aantal deelnemers.
128S/128Q/64D/32X
- 128 deelnemers aan hoofdtoernooi (S)
- 128 aan het kwalificatietoernooi (Q)
- 64 koppels in het dubbelspel (D)
- 32 koppels in het gemengd dubbelspel (X)

Alle toernooien worden in principe buiten gespeeld, tenzij anders vermeld.
RR = groepswedstrijden, (i) = indoor

### Januari
| Toernooistart         | Toernooi | Winnaar(s) | Finalist(en)                               | Uitslag finale          | Details |
| --------------------- | --- | --- | ------------------------------------------ | ----------------------- | ------- |
| 2 januari             | Hopman Cup Perth, Australië ITF gemengd teamcompetitie AU$ - hardcourt (i) - 8 teams                                   | Frankrijk Richard Gasquet Kristina Mladenovic | Verenigde Staten Jack Sock Coco Vandeweghe | 2-1                     | Details |
| 2 januari             | Brisbane International presented by Suncorp Brisbane, Australië ATP World Tour 250 $ 437.380 - hardcourt - 28S/16Q/16D | Grigor Dimitrov | Kei Nishikori                              | 6-2, 2-6, 6-3           | Details |
| 2 januari             | Brisbane International presented by Suncorp Brisbane, Australië ATP World Tour 250 $ 437.380 - hardcourt - 28S/16Q/16D | Thanasi Kokkinakis Jordan Thompson | Gilles Müller Sam Querrey                  | 7-6(7), 6-4             | Details |
| 2 januari             | Aircel Chennai Open Chennai, India ATP World Tour 250 $ 447.480 - hardcourt - 28S/16Q/16D                              | Roberto Bautista Agut | Daniil Medvedev                            | 6-3, 6-4                | Details |
| 2 januari             | Aircel Chennai Open Chennai, India ATP World Tour 250 $ 447.480 - hardcourt - 28S/16Q/16D                              | Rohan Bopanna Jeevan Nedunchezhiyan | Purav Raja Divij Sharan                    | 6-3, 6-4                | Details |
| 2 januari             | Qatar ExxonMobil Open Doha, Qatar ATP World Tour 250 $ 1.237.190 - hardcourt - 32S/16Q/16D                             | Novak Đoković | Andy Murray                                | 6-3, 5-7, 6-4           | Details |
| 2 januari             | Qatar ExxonMobil Open Doha, Qatar ATP World Tour 250 $ 1.237.190 - hardcourt - 32S/16Q/16D                             | Jérémy Chardy Fabrice Martin | Vasek Pospisil Radek Štěpánek              | 6-4, 7-6(3)             | Details |
| 9 januari             | Apia International Sydney Sydney, Australië ATP World Tour 250 $ 437.380 - hardcourt - 28S/16Q/16D                     | Gilles Müller | Daniel Evans                               | 7-6(5), 6-2             | Details |
| 9 januari             | Apia International Sydney Sydney, Australië ATP World Tour 250 $ 437.380 - hardcourt - 28S/16Q/16D                     | Wesley Koolhof Matwé Middelkoop | Jamie Murray Bruno Soares                  | 6-3, 7-5                | Details |
| 9 januari             | ASB Classic Auckland, Nieuw-Zeeland ATP World Tour 250 $ 450.110 - hardcourt - 28S/16Q/16D                             | Jack Sock | João Sousa                                 | 6-3, 5-7, 6-3           | Details |
| 9 januari             | ASB Classic Auckland, Nieuw-Zeeland ATP World Tour 250 $ 450.110 - hardcourt - 28S/16Q/16D                             | Marcin Matkowski Aisam-ul-Haq Qureshi | Jonathan Erlich Scott Lipsky               | 1-6, 6-2, [10-3]        | Details |
| 16 januari 23 januari | Australian Open Melbourne, Australië Grand Slam AU$ 22.624.000 - hardcourt 128S/128Q/64D/32X                           | Roger Federer | Rafael Nadal                               | 6-4, 3-6, 6-1, 3-6, 6-3 | Details |
| 16 januari 23 januari | Australian Open Melbourne, Australië Grand Slam AU$ 22.624.000 - hardcourt 128S/128Q/64D/32X                           | Henri Kontinen John Peers | Bob Bryan Mike Bryan                       | 7-5, 7-5                | Details |
| 16 januari 23 januari | Australian Open Melbourne, Australië Grand Slam AU$ 22.624.000 - hardcourt 128S/128Q/64D/32X                           | Abigail Spears Juan Sebastián Cabal | Sania Mirza Ivan Dodig                     | 6-2, 6-4                | Details |
| 30 januari            | Davis Cup (1e ronde)                                                                                                   | Italië 3-2 Argentinië België 4-1 Duitsland Australië 4-1 Tsjechië Verenigde Staten 5-0 Zwitserland Frankrijk 4-1 Japan Verenigd Koninkrijk 3-2 Canada Servië 4-0 Rusland Spanje 3-2 Kroatië |                                            |                         | Details |

### Februari
| Toernooistart | Toernooi | Winnaar(s)                                | Finalist(en)                      | Uitslag finale      | Details |
| ------------- | --- | ----------------------------------------- | --------------------------------- | ------------------- | ------- |
| 6 februari    | Open Sud de France Montpellier, Frankrijk ATP World Tour 250 € 482.060 - hardcourt (i) - 28S/16Q/16D                              | Alexander Zverev                          | Richard Gasquet                   | 7-6(4), 6-3         | Details |
| 6 februari    | Open Sud de France Montpellier, Frankrijk ATP World Tour 250 € 482.060 - hardcourt (i) - 28S/16Q/16D                              | Alexander Zverev Mischa Zverev            | Fabrice Martin Daniel Nestor      | 6-4, 6-7(3), [10-7] | Details |
| 6 februari    | Garanti Koza Sofia Open Sofia, Bulgarije ATP World Tour 250 € 482.060 - hardcourt (i) - 28S/16Q/16D                               | Grigor Dimitrov                           | David Goffin                      | 7-5, 6-4            | Details |
| 6 februari    | Garanti Koza Sofia Open Sofia, Bulgarije ATP World Tour 250 € 482.060 - hardcourt (i) - 28S/16Q/16D                               | Viktor Troicki Nenad Zimonjić             | Michail Elgin Andrej Koeznetsov   | 6-4, 6-4            | Details |
| 6 februari    | Ecuador Open Quito Quito, Ecuador ATP World Tour 250 $ 482.060 - gravel - 28S/16Q/16D                                             | Víctor Estrella Burgos                    | Paolo Lorenzi                     | 6-7(2), 7-5, 7-6(6) | Details |
| 6 februari    | Ecuador Open Quito Quito, Ecuador ATP World Tour 250 $ 482.060 - gravel - 28S/16Q/16D                                             | James Cerretani Philipp Oswald            | Julio Peralta Horacio Zeballos    | 6-3, 2-1 opgave     | Details |
| 13 februari   | ABN AMRO World Tennis Tournament Rotterdam, Nederland ATP World Tour 500 € 1.724.930 - hardcourt (i) - 32S/32Q/16D                | Jo-Wilfried Tsonga                        | David Goffin                      | 4-6, 6-4, 6-1       | Details |
| 13 februari   | ABN AMRO World Tennis Tournament Rotterdam, Nederland ATP World Tour 500 € 1.724.930 - hardcourt (i) - 32S/32Q/16D                | Ivan Dodig Marcel Granollers              | Wesley Koolhof Matwé Middelkoop   | 7-6(5), 6-3         | Details |
| 13 februari   | Memphis Open Memphis, Verenigde Staten ATP World Tour 250 $ 642.750 - hardcourt (i) - 28S/32Q/16D                                 | Ryan Harrison                             | Nikoloz Basilashvili              | 6-1, 6-4            | Details |
| 13 februari   | Memphis Open Memphis, Verenigde Staten ATP World Tour 250 $ 642.750 - hardcourt (i) - 28S/32Q/16D                                 | Brian Baker Nikola Mektić                 | Ryan Harrison Steve Johnson       | 6-3, 6-4            | Details |
| 13 februari   | Argentina Open Buenos Aires, Argentinië ATP World Tour 250 $ 546.680 - gravel - 28S/32Q/16D                                       | Oleksandr Dolgopolov                      | Kei Nishikori                     | 7-6(4), 6-4         | Details |
| 13 februari   | Argentina Open Buenos Aires, Argentinië ATP World Tour 250 $ 546.680 - gravel - 28S/32Q/16D                                       | Juan Sebastián Cabal Robert Farah Maksoud | Santiago González David Marrero   | 6-1, 6-4            | Details |
| 20 februari   | Rio Open presented by Claro Rio de Janeiro, Brazilië ATP World Tour 500 $ 1.461.560 - gravel - 32S/32Q/16D                        | Dominic Thiem                             | Pablo Carreño Busta               | 7-5, 6-4            | Details |
| 20 februari   | Rio Open presented by Claro Rio de Janeiro, Brazilië ATP World Tour 500 $ 1.461.560 - gravel - 32S/32Q/16D                        | Pablo Carreño Busta Pablo Cuevas          | Juan Sebastián Cabal Robert Farah | 6-4, 5-7, [10-8]    | Details |
| 20 februari   | Delray Beach Open Delray Beach, Verenigde Staten ATP World Tour 250 $ 534.625 - hardcourt - 32S/32Q/16D                           | Jack Sock                                 | Milos Raonic                      | Walk-over           | Details |
| 20 februari   | Delray Beach Open Delray Beach, Verenigde Staten ATP World Tour 250 $ 534.625 - hardcourt - 32S/32Q/16D                           | Raven Klaasen Rajeev Ram                  | Treat Huey Maks Mirni             | 7-5, 7-5            | Details |
| 20 februari   | Open 13 Marseille, Frankrijk ATP World Tour 250 € 620.660 - hardcourt (i) - 28S/32Q/16D                                           | Jo-Wilfried Tsonga                        | Lucas Pouille                     | 6-4, 6-4            | Details |
| 20 februari   | Open 13 Marseille, Frankrijk ATP World Tour 250 € 620.660 - hardcourt (i) - 28S/32Q/16D                                           | Julien Benneteau Nicolas Mahut            | Robin Haase Dominic Inglot        | 6-4, 6-7(9), [10-5] | Details |
| 27 februari   | Dubai Duty Free Tennis Championships Dubai, Verenigde Arabische Emiraten ATP World Tour 500 $ 2.429.150 - hardcourt - 32S/32Q/16D | Andy Murray                               | Fernando Verdasco                 | 6-3, 6-2            | Details |
| 27 februari   | Dubai Duty Free Tennis Championships Dubai, Verenigde Arabische Emiraten ATP World Tour 500 $ 2.429.150 - hardcourt - 32S/32Q/16D | Jean-Julien Rojer Horia Tecău             | Rohan Bopanna Marcin Matkowski    | 4-6, 6-3, [10-3]    | Details |
| 27 februari   | Brasil Open São Paulo, Brazilië ATP World Tour 250 $ 455.565 - gravel (i) - 28S/32Q/16D                                           | Pablo Cuevas                              | Albert Ramos Viñolas              | 6-7(3), 6-4, 6-4    | Details |
| 27 februari   | Brasil Open São Paulo, Brazilië ATP World Tour 250 $ 455.565 - gravel (i) - 28S/32Q/16D                                           | Rogério Dutra da Silva André Sá           | Marcus Daniell Marcelo Demoliner  | 7-6(5), 5-7, [10-7] | Details |
| 27 februari   | Abierto Mexicano Telcel presented by HSBC Acapulco, Mexico ATP World Tour 500 $ 1.491.310 - hardcourt - 32S/32Q/16D               | Sam Querrey                               | Rafael Nadal                      | 6-3, 7-6(3)         | Details |
| 27 februari   | Abierto Mexicano Telcel presented by HSBC Acapulco, Mexico ATP World Tour 500 $ 1.491.310 - hardcourt - 32S/32Q/16D               | Jamie Murray Bruno Soares                 | John Isner Feliciano López        | 6-3, 6-3            | Details |

### Maart
| Toernooistart     | Toernooi | Winnaar(s)                | Finalist(en)              | Uitslag finale      | Details |
| ----------------- | --- | ------------------------- | ------------------------- | ------------------- | ------- |
| 6 maart 13 maart  | BNP Paribas Open Indian Wells, Verenigde Staten ATP World Tour Masters 1000 $ 6.993.450 - hardcourt - 96S/48Q/32D      | Roger Federer             | Stanislas Wawrinka        | 6-4, 7-5            | Details |
| 6 maart 13 maart  | BNP Paribas Open Indian Wells, Verenigde Staten ATP World Tour Masters 1000 $ 6.993.450 - hardcourt - 96S/48Q/32D      | Raven Klaasen Rajeev Ram  | Łukasz Kubot Marcelo Melo | 6-7(1), 6-4, [10-8] | Details |
| 20 maart 27 maart | Miami Open presented by Itaú Miami, Verenigde Staten ATP World Tour Masters 1000 $ 6.993.450 - hardcourt - 96S/48Q/32D | Roger Federer             | Rafael Nadal              | 6-3, 6-4            | Details |
| 20 maart 27 maart | Miami Open presented by Itaú Miami, Verenigde Staten ATP World Tour Masters 1000 $ 6.993.450 - hardcourt - 96S/48Q/32D | Łukasz Kubot Marcelo Melo | Nicholas Monroe Jack Sock | 7-5, 6-3            | Details |

### April
| Toernooistart | Toernooi | Winnaar(s)                                                                                           | Finalist(en)                              | Uitslag finale   | Details |
| ------------- | --- | --- | ----------------------------------------- | ---------------- | ------- |
| 3 april       | Davis Cup (kwartfinale) | België 3-2 Italië Australië 3-2 Verenigde Staten Frankrijk 4-1 Verenigd Koninkrijk Servië 4-1 Spanje |                                           |                  | Details |
| 10 april      | Grand Prix Hassan II Marrakesh, Marokko ATP World Tour 250 € 482.060 - gravel - 28S/32Q/16D                                    | Borna Ćorić                                                                                          | Philipp Kohlschreiber                     | 5-7, 7-6(3), 7-5 | Details |
| 10 april      | Grand Prix Hassan II Marrakesh, Marokko ATP World Tour 250 € 482.060 - gravel - 28S/32Q/16D                                    | Dominic Inglot Mate Pavić                                                                            | Marcel Granollers Marc López              | 6-4, 2-6, [11-9] | Details |
| 10 april      | US Men's Clay Court Championship Houston, Verenigde Staten ATP World Tour 250 $ 535.625 - gravel (kastanjebruin) - 28S/32Q/16D | Steve Johnson                                                                                        | Thomaz Bellucci                           | 6-4, 4-6, 7-6(5) | Details |
| 10 april      | US Men's Clay Court Championship Houston, Verenigde Staten ATP World Tour 250 $ 535.625 - gravel (kastanjebruin) - 28S/32Q/16D | Julio Peralta Horacio Zeballos                                                                       | Dustin Brown Frances Tiafoe               | 4-6, 7-5, [10-6] | Details |
| 17 april      | Monte-Carlo Rolex Masters Monte Carlo, Monaco ATP World Tour Masters 1000 € 4.273.775 - gravel - 56S/28Q/24D                   | Rafael Nadal                                                                                         | Albert Ramos Viñolas                      | 6-1, 6-3         | Details |
| 17 april      | Monte-Carlo Rolex Masters Monte Carlo, Monaco ATP World Tour Masters 1000 € 4.273.775 - gravel - 56S/28Q/24D                   | Rohan Bopanna Pablo Cuevas                                                                           | Feliciano López Marc López                | 6-3, 3-6, [10-4] | Details |
| 24 april      | Barcelona Open Banco Sabadell Barcelona, Spanje ATP World Tour 500 € 2.324.905 - gravel - 48S/28Q/16D                          | Rafael Nadal                                                                                         | Dominic Thiem                             | 6-4, 6-1         | Details |
| 24 april      | Barcelona Open Banco Sabadell Barcelona, Spanje ATP World Tour 500 € 2.324.905 - gravel - 48S/28Q/16D                          | Florin Mergea Aisam-ul-Haq Qureshi                                                                   | Philipp Petzschner Alexander Peya         | 6-4, 6-3         | Details |
| 24 april      | Hungarian Open Boedapest, Hongarije ATP World Tour 250 € 482.060 - gravel - 28S/32Q/16D                                        | Lucas Pouille                                                                                        | Aljaž Bedene                              | 6-3, 6-1         | Details |
| 24 april      | Hungarian Open Boedapest, Hongarije ATP World Tour 250 € 482.060 - gravel - 28S/32Q/16D                                        | Brian Baker Nikola Mektić                                                                            | Juan Sebastián Cabal Robert Farah Maksoud | 7-6(2), 6-4      | Details |

### Mei
| Toernooistart | Toernooi                                                                                                | Winnaar(s)                                | Finalist(en)                              | Uitslag finale      | Details |
| ------------- | --- | ----------------------------------------- | ----------------------------------------- | ------------------- | ------- |
| 1 mei         | BMW Open by FWU AG München, Duitsland ATP World Tour 250 € 482.060 - gravel - 28S/32Q/16D               | Alexander Zverev                          | Guido Pella                               | 6-4, 6-3            | Details |
| 1 mei         | BMW Open by FWU AG München, Duitsland ATP World Tour 250 € 482.060 - gravel - 28S/32Q/16D               | Juan Sebastián Cabal Robert Farah Maksoud | Jérémy Chardy Fabrice Martin              | 6-3, 6-3            | Details |
| 1 mei         | Millennium Estoril Open Cascais, Portugal ATP World Tour 250 € 482.060 - gravel - 28S/32Q/16D           | Pablo Carreño Busta                       | Gilles Müller                             | 6-2, 7-6(5)         | Details |
| 1 mei         | Millennium Estoril Open Cascais, Portugal ATP World Tour 250 € 482.060 - gravel - 28S/32Q/16D           | Ryan Harrison Michael Venus               | David Marrero Tommy Robredo               | 7-5, 6-2            | Details |
| 1 mei         | TEB BNP Paribas Istanbul Open Istanboel, Turkije ATP World Tour 250 € 439.005 - gravel - 28S/32Q/16D    | Marin Čilić                               | Milos Raonic                              | 7-6(3), 6-3         | Details |
| 1 mei         | TEB BNP Paribas Istanbul Open Istanboel, Turkije ATP World Tour 250 € 439.005 - gravel - 28S/32Q/16D    | Roman Jebavý Jiří Veselý                  | Tuna Altuna Alessandro Motti              | 6-0, 6-0            | Details |
| 8 mei         | Mutua Madrid Open Madrid, Spanje ATP World Tour Masters 1000 € 5.439.350 - gravel - 56S/28Q/24D         | Rafael Nadal                              | Dominic Thiem                             | 7-6(8), 6-4         | Details |
| 8 mei         | Mutua Madrid Open Madrid, Spanje ATP World Tour Masters 1000 € 5.439.350 - gravel - 56S/28Q/24D         | Łukasz Kubot Marcelo Melo                 | Nicolas Mahut Édouard Roger-Vasselin      | 7-5, 6-3            | Details |
| 15 mei        | Internazionali BNL d'Italia Rome, Italië ATP World Tour Masters 1000 € 4.273.775 - gravel - 56S/28Q/24D | Alexander Zverev                          | Novak Đoković                             | 6-4, 6-3            | Details |
| 15 mei        | Internazionali BNL d'Italia Rome, Italië ATP World Tour Masters 1000 € 4.273.775 - gravel - 56S/28Q/24D | Pierre-Hugues Herbert Nicolas Mahut       | Ivan Dodig Marcel Granollers              | 4-6, 6-4, [10-3]    | Details |
| 22 mei        | Open Parc Auvergne-Rhône-Alpes Lyon Lyon, Frankrijk ATP World Tour 250 € 540.310 - gravel - 28S/32Q/16D | Jo-Wilfried Tsonga                        | Tomáš Berdych                             | 7-6(2), 7-5         | Details |
| 22 mei        | Open Parc Auvergne-Rhône-Alpes Lyon Lyon, Frankrijk ATP World Tour 250 € 540.310 - gravel - 28S/32Q/16D | Andrés Molteni Adil Shamasdin             | Marcus Daniell Marcelo Demoliner          | 6-3, 3-6, [10-5]    | Details |
| 22 mei        | Banque Eric Sturdza Geneva Open Genève, Zwitserland ATP World Tour 250 € 482.060 - gravel - 28S/32Q/16D | Stanislas Wawrinka                        | Mischa Zverev                             | 4-6, 6-3, 6-3       | Details |
| 22 mei        | Banque Eric Sturdza Geneva Open Genève, Zwitserland ATP World Tour 250 € 482.060 - gravel - 28S/32Q/16D | Jean-Julien Rojer Horia Tecău             | Juan Sebastián Cabal Robert Farah Maksoud | 2-6, 7-6(9), [10-6] | Details |
| 28 mei 5 juni | Roland Garros Parijs, Frankrijk Grand Slam € 16.790.000 - gravel 128S/128Q/64D/32X                      | Rafael Nadal                              | Stanislas Wawrinka                        | 6-2, 6-3, 6-1       | Details |
| 28 mei 5 juni | Roland Garros Parijs, Frankrijk Grand Slam € 16.790.000 - gravel 128S/128Q/64D/32X                      | Ryan Harrison Michael Venus               | Santiago González Donald Young            | 7-6(5), 6-7(4), 6-3 | Details |
| 28 mei 5 juni | Roland Garros Parijs, Frankrijk Grand Slam € 16.790.000 - gravel 128S/128Q/64D/32X                      | Gabriela Dabrowski Rohan Bopanna          | Anna-Lena Grönefeld Robert Farah Maksoud  | 2-6, 6-2, [12-10]   | Details |

### Juni
| Toernooistart | Toernooi                                                                                              | Winnaar(s)                            | Finalist(en)                            | Uitslag finale      | Details |
| ------------- | --- | ------------------------------------- | --------------------------------------- | ------------------- | ------- |
| 12 juni       | Ricoh Open Rosmalen, Nederland ATP World Tour 250 € 589.185 - gras - 28S/32Q/16D                      | Gilles Müller                         | Ivo Karlović                            | 7-6(5), 7-6(4)      | Details |
| 12 juni       | Ricoh Open Rosmalen, Nederland ATP World Tour 250 € 589.185 - gras - 28S/32Q/16D                      | Łukasz Kubot Marcelo Melo             | Raven Klaasen Rajeev Ram                | 6-3, 6-4            | Details |
| 12 juni       | Mercedes Cup Stuttgart, Duitsland ATP World Tour 250 € 630.785 - gras - 28S/32Q/16D                   | Lucas Pouille                         | Feliciano López                         | 4-6, 7-6(5), 6-4    | Details |
| 12 juni       | Mercedes Cup Stuttgart, Duitsland ATP World Tour 250 € 630.785 - gras - 28S/32Q/16D                   | Jamie Murray Bruno Soares             | Oliver Marach Mate Pavić                | 6-7(4), 7-5, [10-5] | Details |
| 19 juni       | Gerry Weber Open Halle, Duitsland ATP World Tour 500 € 1.836.660 - gras - 32S/16Q/16D                 | Roger Federer                         | Alexander Zverev                        | 6-1, 6-3            | Details |
| 19 juni       | Gerry Weber Open Halle, Duitsland ATP World Tour 500 € 1.836.660 - gras - 32S/16Q/16D                 | Łukasz Kubot Marcelo Melo             | Alexander Zverev Mischa Zverev          | 5-7, 6-3, [10-8]    | Details |
| 19 juni       | Aegon Championships Londen, Verenigd Koninkrijk ATP World Tour 500 € 1.836.660 - gras - 32S/16Q/16D   | Feliciano López                       | Marin Čilić                             | 4-6, 7-6(2), 7-6(8) | Details |
| 19 juni       | Aegon Championships Londen, Verenigd Koninkrijk ATP World Tour 500 € 1.836.660 - gras - 32S/16Q/16D   | Jamie Murray Bruno Soares             | Julien Benneteau Édouard Roger-Vasselin | 6-2, 6-3            | Details |
| 26 juni       | Aegon International Eastbourne, Verenigd Koninkrijk ATP World Tour 250 € 635.660 - gras - 28S/16Q/16D | Novak Đoković                         | Gaël Monfils                            | 6-3, 6-4            | Details |
| 26 juni       | Aegon International Eastbourne, Verenigd Koninkrijk ATP World Tour 250 € 635.660 - gras - 28S/16Q/16D | Bob Bryan Mike Bryan                  | Rohan Bopanna André Sá                  | 7-6(1), 6-4         | Details |
| 26 juni       | Antalya Cup Antalya, Turkije ATP World Tour 250 € 439.005 - gras - 28S/16Q/16D                        | Yuichi Sugita                         | Adrian Mannarino                        | 6-1, 7-6(4)         | Details |
| 26 juni       | Antalya Cup Antalya, Turkije ATP World Tour 250 € 439.005 - gras - 28S/16Q/16D                        | Robert Lindstedt Aisam-ul-Haq Qureshi | Oliver Marach Mate Pavić                | 7-5, 4-1 opgave     | Details |

### Juli
| Toernooistart  | Toernooi | Winnaar(s)                       | Finalist(en)                              | Uitslag finale               | Details |
| -------------- | --- | -------------------------------- | ----------------------------------------- | ---------------------------- | ------- |
| 3 juli 10 juli | Wimbledon Londen, Verenigd Koninkrijk Grand Slam £ - gras 128S/128Q/64D/16Q/48X                                                                  | Roger Federer                    | Marin Čilić                               | 6-3, 6-1, 6-4                | Details |
| 3 juli 10 juli | Wimbledon Londen, Verenigd Koninkrijk Grand Slam £ - gras 128S/128Q/64D/16Q/48X                                                                  | Łukasz Kubot Marcelo Melo        | Oliver Marach Mate Pavić                  | 5-7, 7-5, 7-6(2), 3-6, 13-11 | Details |
| 3 juli 10 juli | Wimbledon Londen, Verenigd Koninkrijk Grand Slam £ - gras 128S/128Q/64D/16Q/48X                                                                  | Martina Hingis Jamie Murray      | Heather Watson Henri Kontinen             | 6-4, 6-4                     | Details |
| 17 juli        | Hall of Fame Tennis Champs Newport, Verenigde Staten ATP World Tour 250 $ 535.625 - gras - 28S/32Q/16D                                           | John Isner                       | Matthew Ebden                             | 6-3, 7-6(4)                  | Details |
| 17 juli        | Hall of Fame Tennis Champs Newport, Verenigde Staten ATP World Tour 250 $ 535.625 - gras - 28S/32Q/16D                                           | Aisam-ul-Haq Qureshi Rajeev Ram  | Matt Reid John-Patrick Smith              | 6-4, 4-6, [10-7]             | Details |
| 17 juli        | SkiStar Swedish Open Båstad, Zweden ATP World Tour 250 € 482.060 - gravel - 28S/32Q/16D                                                          | David Ferrer                     | Oleksandr Dolgopolov                      | 6-4, 6-4                     | Details |
| 17 juli        | SkiStar Swedish Open Båstad, Zweden ATP World Tour 250 € 482.060 - gravel - 28S/32Q/16D                                                          | Julian Knowle Philipp Petzschner | Sander Arends Matwé Middelkoop            | 6-2, 3-6, [10-7]             | Details |
| 17 juli        | Konzum Croatia Open Umag Umag, Kroatië ATP World Tour 250 € 482.060 - gravel - 28S/32Q/16D                                                       | Andrej Roebljov                  | Paolo Lorenzi                             | 6-4, 6-2                     | Details |
| 17 juli        | Konzum Croatia Open Umag Umag, Kroatië ATP World Tour 250 € 482.060 - gravel - 28S/32Q/16D                                                       | Guillermo Durán Andrés Molteni   | Marin Draganja Tomislav Draganja          | 6-3, 6-7(4), [10-6]          | Details |
| 24 juli        | German Tennis Championships 2017 Hamburg, Duitsland ATP World Tour 500 € 1.499.940 - gravel - 32S/16Q/16D                                        | Leonardo Mayer                   | Florian Mayer                             | 6-4, 4-6, 6-3                | Details |
| 24 juli        | German Tennis Championships 2017 Hamburg, Duitsland ATP World Tour 500 € 1.499.940 - gravel - 32S/16Q/16D                                        | Ivan Dodig Mate Pavić            | Pablo Cuevas Marc López                   | 6-3, 6-4                     | Details |
| 24 juli        | BB&T Atlanta Open Atlanta, Verenigde Staten ATP World Tour 250 $ 642.750 - hardcourt - 28S/32Q/16D                                               | John Isner                       | Ryan Harrison                             | 7-6(6), 7-6(7)               | Details |
| 24 juli        | BB&T Atlanta Open Atlanta, Verenigde Staten ATP World Tour 250 $ 642.750 - hardcourt - 28S/32Q/16D                                               | Bob Bryan Mike Bryan             | Wesley Koolhof Artem Sitak                | 6-3, 6-4                     | Details |
| 24 juli        | J. Safra Sarasin Swiss Open Gstaad Gstaad, Zwitserland ATP World Tour 250 € 482.060 - gravel - 28S/32Q/16D                                       | Fabio Fognini                    | Yannick Hanfmann                          | 6-4, 7-5                     | Details |
| 24 juli        | J. Safra Sarasin Swiss Open Gstaad Gstaad, Zwitserland ATP World Tour 250 € 482.060 - gravel - 28S/32Q/16D                                       | Oliver Marach Philipp Oswald     | Jonathan Eysseric Franko Škugor           | 6-3, 4-6, [10-8]             | Details |
| 31 juli        | Citi Open Washington, Verenigde Staten ATP World Tour 500 $ 1.750.080 - hardcourt - 48S/24Q/16D                                                  | Alexander Zverev                 | Kevin Anderson                            | 6-4, 6-4                     | Details |
| 31 juli        | Citi Open Washington, Verenigde Staten ATP World Tour 500 $ 1.750.080 - hardcourt - 48S/24Q/16D                                                  | Henri Kontinen John Peers        | Łukasz Kubot Marcelo Melo                 | 7-6(5), 6-4                  | Details |
| 31 juli        | Generali Open Kitzbühel, Oostenrijk ATP World Tour 250 € 482.060 - gravel - 28S/26Q/16D                                                          | Philipp Kohlschreiber            | João Sousa                                | 6-3, 6-4                     | Details |
| 31 juli        | Generali Open Kitzbühel, Oostenrijk ATP World Tour 250 € 482.060 - gravel - 28S/26Q/16D                                                          | Pablo Cuevas Guillermo Durán     | Hans Podlipnik Castillo Andrei Vasilevski | 6-4, 4-6, [12-10]            | Details |
| 31 juli        | Abierto Mexicano de Tenis Mifel Presentado Por Cinemex Cabo San Lucas (Los Cabos), Mexico ATP World Tour 250 $ 637.395 - hardcourt - 28S/32Q/16D | Sam Querrey                      | Thanasi Kokkinakis                        | 6-3, 3-6, 6-2                | Details |
| 31 juli        | Abierto Mexicano de Tenis Mifel Presentado Por Cinemex Cabo San Lucas (Los Cabos), Mexico ATP World Tour 250 $ 637.395 - hardcourt - 28S/32Q/16D | Juan Sebastián Cabal Treat Huey  | Sergio Galdós Roberto Maytín              | 6-2, 6-3                     | Details |

### Augustus
| Toernooistart           | Toernooi | Winnaar(s)                          | Finalist(en)                   | Uitslag finale   | Details |
| ----------------------- | --- | ----------------------------------- | ------------------------------ | ---------------- | ------- |
| 7 augustus              | Coupe Rogers Montreal, Canada ATP World Tour Masters 1000 $ 4.662.300 - hardcourt - 56S/28Q/24D                                     | Alexander Zverev                    | Roger Federer                  | 6-3, 6-4         | Details |
| 7 augustus              | Coupe Rogers Montreal, Canada ATP World Tour Masters 1000 $ 4.662.300 - hardcourt - 56S/28Q/24D                                     | Pierre-Hugues Herbert Nicolas Mahut | Rohan Bopanna Ivan Dodig       | 6-4, 3-6, [10-6] | Details |
| 14 augustus             | Western & Southern Open - Cincinnati Cincinnati, Verenigde Staten ATP World Tour Masters 1000 $ 4.973.120 - hardcourt - 56S/28Q/24D | Grigor Dimitrov                     | Nick Kyrgios                   | 6-3, 7-5         | Details |
| 14 augustus             | Western & Southern Open - Cincinnati Cincinnati, Verenigde Staten ATP World Tour Masters 1000 $ 4.973.120 - hardcourt - 56S/28Q/24D | Pierre-Hugues Herbert Nicolas Mahut | Jamie Murray Bruno Soares      | 7-6(6), 6-4      | Details |
| 21 augustus             | Winston-Salem Open Winston-Salem, Verenigde Staten ATP World Tour 250 $ 664.825 - hardcourt - 48S/32Q/16D                           | Roberto Bautista Agut               | Damir Džumhur                  | 6-4, 6-4         | Details |
| 21 augustus             | Winston-Salem Open Winston-Salem, Verenigde Staten ATP World Tour 250 $ 664.825 - hardcourt - 48S/32Q/16D                           | Jean-Julien Rojer Horia Tecău       | Julio Peralta Horacio Zeballos | 6-3, 6-4         | Details |
| 28 augustus 4 september | US Open New York, Verenigde Staten Grand Slam $ 24.193.400 - hardcourt 128S/128Q/64D/32X                                            | Rafael Nadal                        | Kevin Anderson                 | 6-3, 6-3, 6-4    | Details |
| 28 augustus 4 september | US Open New York, Verenigde Staten Grand Slam $ 24.193.400 - hardcourt 128S/128Q/64D/32X                                            | Jean-Julien Rojer Horia Tecău       | Feliciano López Marc López     | 6-4, 6-3         | Details |
| 28 augustus 4 september | US Open New York, Verenigde Staten Grand Slam $ 24.193.400 - hardcourt 128S/128Q/64D/32X                                            | Martina Hingis Jamie Murray         | Chan Hao-ching Michael Venus   | 6-1, 4-6, [10-8] | Details |

### September
| Toernooistart | Toernooi                                                                                                | Winnaar(s)                                | Finalist(en)                     | Uitslag finale   | Details |
| ------------- | --- | ----------------------------------------- | -------------------------------- | ---------------- | ------- |
| 11 september  | Davis Cup (halve finales)                                                                               | België 3-2 Australië Frankrijk 3-1 Servië |                                  |                  | Details |
| 18 september  | St. Petersburg Open Sint-Petersburg, Rusland ATP World Tour 250 $ 960.490 - hardcourt (i) - 28S/32Q/16D | Damir Džumhur                             | Fabio Fognini                    | 3-6, 6-4, 6-2    | Details |
| 18 september  | St. Petersburg Open Sint-Petersburg, Rusland ATP World Tour 250 $ 960.490 - hardcourt (i) - 28S/32Q/16D | Roman Jebavý Matwé Middelkoop             | Julio Peralta Horacio Zeballos   | 6-4, 6-4         | Details |
| 18 september  | Moselle Open Metz, Frankrijk ATP World Tour 250 € 482.060 - hardcourt (i) - 28S/32Q/16D                 | Peter Gojowczyk                           | Benoît Paire                     | 7-5, 6-2         | Details |
| 18 september  | Moselle Open Metz, Frankrijk ATP World Tour 250 € 482.060 - hardcourt (i) - 28S/32Q/16D                 | Julien Benneteau Édouard Roger-Vasselin   | Wesley Koolhof Artem Sitak       | 7-5, 6-3         | Details |
| 25 september  | Chengdu Open Chengdu, China ATP World Tour 250 $ 1.028.885 - hardcourt - 28S/32Q/16D                    | Denis Istomin                             | Marcos Baghdatis                 | 3-2 opgave       | Details |
| 25 september  | Chengdu Open Chengdu, China ATP World Tour 250 $ 1.028.885 - hardcourt - 28S/32Q/16D                    | Jonathan Erlich Aisam-ul-Haq Qureshi      | Marcus Daniell Marcelo Demoliner | 6-3, 7-6(3)      | Details |
| 25 september  | Shenzhen Open Shenzhen, China ATP World Tour 250 $ 666.960 - hardcourt - 28S/32Q/16D                    | David Goffin                              | Oleksandr Dolgopolov             | 6-4, 6-7(5), 6-3 | Details |
| 25 september  | Shenzhen Open Shenzhen, China ATP World Tour 250 $ 666.960 - hardcourt - 28S/32Q/16D                    | Alexander Peya Rajeev Ram                 | Nikola Mektić Nicholas Monroe    | 6-3, 6-2         | Details |

### Oktober
| Toernooistart | Toernooi | Winnaar(s)                      | Finalist(en)                           | Uitslag finale         | Details |
| ------------- | --- | ------------------------------- | -------------------------------------- | ---------------------- | ------- |
| 2 oktober     | China Open Peking, China ATP World Tour 500 $ 3.149.870 - hardcourt - 32S/16Q/16D                             | Rafael Nadal                    | Nick Kyrgios                           | 6-2, 6-1               | Details |
| 2 oktober     | China Open Peking, China ATP World Tour 500 $ 3.149.870 - hardcourt - 32S/16Q/16D                             | Henri Kontinen John Peers       | John Isner Jack Sock                   | 6-3, 3-6, [10-7]       | Details |
| 2 oktober     | Rakuten Japan Open Tennis Championships Tokio, Japan ATP World Tour 500 $ 1.649.935 - hardcourt - 32S/16Q/16D | David Goffin                    | Adrian Mannarino                       | 6-3, 7-5               | Details |
| 2 oktober     | Rakuten Japan Open Tennis Championships Tokio, Japan ATP World Tour 500 $ 1.649.935 - hardcourt - 32S/16Q/16D | Ben McLachlan Yasutaka Uchiyama | Jamie Murray Bruno Soares              | 6-4, 7-6(1)            | Details |
| 9 oktober     | Shanghai Rolex Masters Shanghai, China ATP World Tour Masters 1000 $ 6.216.400 - hardcourt - 56S/28Q/24D      | Roger Federer                   | Rafael Nadal                           | 6-4, 6-3               | Details |
| 9 oktober     | Shanghai Rolex Masters Shanghai, China ATP World Tour Masters 1000 $ 6.216.400 - hardcourt - 56S/28Q/24D      | Henri Kontinen John Peers       | Łukasz Kubot Marcelo Melo              | 6-4, 6-2               | Details |
| 16 oktober    | Kremlin Cup Moskou, Rusland ATP World Tour 250 $ 877.580 - hardcourt (i) - 28S/32Q/16D                        | Damir Džumhur                   | Ričardas Berankis                      | 6-2, 1-6, 6-4          | Details |
| 16 oktober    | Kremlin Cup Moskou, Rusland ATP World Tour 250 $ 877.580 - hardcourt (i) - 28S/32Q/16D                        | Maks Mirni Philipp Oswald       | Damir Džumhur Antonio Šančić           | 6-3, 7-5               | Details |
| 16 oktober    | Stockholm Open Stockholm, Zweden ATP World Tour 250 € 589.185 - hardcourt (i) - 28S/32Q/16D                   | Juan Martín del Potro           | Grigor Dimitrov                        | 6-4, 6-2               | Details |
| 16 oktober    | Stockholm Open Stockholm, Zweden ATP World Tour 250 € 589.185 - hardcourt (i) - 28S/32Q/16D                   | Oliver Marach Mate Pavić        | Aisam-ul-Haq Qureshi Jean-Julien Rojer | 3-6, 7-6(6), [10-4]    | Details |
| 16 oktober    | European Open Antwerpen, België ATP World Tour 250 € 589.185 - hardcourt (i) - 28S/32Q/16D                    | Jo-Wilfried Tsonga              | Diego Schwartzman                      | 6-3, 7-5               | Details |
| 16 oktober    | European Open Antwerpen, België ATP World Tour 250 € 589.185 - hardcourt (i) - 28S/32Q/16D                    | Scott Lipsky Divij Sharan       | Santiago González Julio Peralta        | 6-4, 2-6, [10-5]       | Details |
| 23 oktober    | Erste Bank Open Wenen, Oostenrijk ATP World Tour 500 € 2.035.415 - hardcourt (i) - 32S/16Q/16D                | Lucas Pouille                   | Jo-Wilfried Tsonga                     | 6-1, 6-4               | Details |
| 23 oktober    | Erste Bank Open Wenen, Oostenrijk ATP World Tour 500 € 2.035.415 - hardcourt (i) - 32S/16Q/16D                | Rohan Bopanna Pablo Cuevas      | Marcelo Demoliner Sam Querrey          | 7-6(7), 6-7(4), [11-9] | Details |
| 23 oktober    | Swiss Indoors Basel Bazel, Zwitserland ATP World Tour 500 € 1.837.425 - hardcourt (i) - 32S/16Q/16D           | Roger Federer                   | Juan Martín del Potro                  | 6-7(5), 6-4, 6-3       | Details |
| 23 oktober    | Swiss Indoors Basel Bazel, Zwitserland ATP World Tour 500 € 1.837.425 - hardcourt (i) - 32S/16Q/16D           | Ivan Dodig Marcel Granollers    | Fabrice Martin Édouard Roger-Vasselin  | 7-5, 7-6(6)            | Details |
| 30 oktober    | BNP Paribas Masters Parijs, Frankrijk ATP World Tour Masters 1000 € 4.273.775 - hardcourt (i) - 48S/24Q/24D   | Jack Sock                       | Filip Krajinović                       | 5-7, 6-4, 6-1          | Details |
| 30 oktober    | BNP Paribas Masters Parijs, Frankrijk ATP World Tour Masters 1000 € 4.273.775 - hardcourt (i) - 48S/24Q/24D   | Łukasz Kubot Marcelo Melo       | Ivan Dodig Marcel Granollers           | 7-6(3), 3-6, [10-6]    | Details |

### November
| Toernooistart | Toernooi                                                                                                   | Winnaar(s)                | Finalist(en)              | Uitslag finale           | Details       |
| ------------- | --- | ------------------------- | ------------------------- | ------------------------ | ------------- |
| 7 november    | Next Generation ATP Finals Milaan, Italië Next Generation ATP Finals $ 1.275.000 - hardcourt (i) - 8S (RR) | Chung Hyeon               | Andrej Roebljov           | 3-4(5), 4-3(2), 4-2, 4-2 | Details       |
| 12 november   | Nitto ATP Finals Londen, Verenigd Koninkrijk ATP Finals $ 8.000.000 - hardcourt (i) - 8S/8D (RR)           | Grigor Dimitrov           | David Goffin              | 7-5, 4-6, 6-3            | Details       |
| 12 november   | Nitto ATP Finals Londen, Verenigd Koninkrijk ATP Finals $ 8.000.000 - hardcourt (i) - 8S/8D (RR)           | Henri Kontinen John Peers | Łukasz Kubot Marcelo Melo | 6-4, 6-2                 | Details       |
| 24 november   | Davis Cup (finale)                                                                                         | Frankrijk                 | België                    | 3-2                      | Details       |
| 27 november   | Geen toernooi                                                                                              | Geen toernooi             | Geen toernooi             | Geen toernooi            | Geen toernooi |

### December
Geen toernooien

## Overzicht ondergronden
| Januari                  | Januari | Januari | Januari | Februari | Februari | Februari | Februari | Maart | Maart | Maart | Maart | Maart | April | April | April | April | Mei | Mei | Mei | Mei | Juni | Juni | Juni | Juni | Juni | Juli | Juli | Juli | Juli | Augustus | Augustus | Augustus | Augustus | Augustus | September | September | September | September | Oktober | Oktober | Oktober | Oktober | November | November | November | November | November | December | December | December | December |
| ↓ Hardcourt (28 weken) ↓ |         |         |         |          |          |          |          |       |       |       |       |       |       |       |       |       |     |     |     |     |      |      |      |      |      |      |      |      |      |          |          |          |          |          |           |           |           |           |         |         |         |         |          |          |          |          |          |          |          |          |          |
|                          |         |         |         |          |          |          |          |       |       |       |       |       |       |       |       |       |     |     |     |     |      |      |      |      |      |      |      |      |      |          |          |          |          |          |           |           |           |           |         |         |         |         |          |          |          |          |          |          |          |          |          |
| ↓ Gravel (16 weken) ↓    |         |         |         |          |          |          |          |       |       |       |       |       |       |       |       |       |     |     |     |     |      |      |      |      |      |      |      |      |      |          |          |          |          |          |           |           |           |           |         |         |         |         |          |          |          |          |          |          |          |          |          |
|                          |         |         |         |          |          |          |          |       |       |       |       |       |       |       |       |       |     |     |     |     |      |      |      |      |      |      |      |      |      |          |          |          |          |          |           |           |           |           |         |         |         |         |          |          |          |          |          |          |          |          |          |
| ↓ Gras (6 weken) ↓       |         |         |         |          |          |          |          |       |       |       |       |       |       |       |       |       |     |     |     |     |      |      |      |      |      |      |      |      |      |          |          |          |          |          |           |           |           |           |         |         |         |         |          |          |          |          |          |          |          |          |          |
|                          |         |         |         |          |          |          |          |       |       |       |       |       |       |       |       |       |     |     |     |     |      |      |      |      |      |      |      |      |      |          |          |          |          |          |           |           |           |           |         |         |         |         |          |          |          |          |          |          |          |          |          |

|  | = Grandslamtoernooi |  | = Davis Cup (ondergrond bepaald door thuisspelend land) |

## Statistieken toernooien

### Toernooien per ondergrond
| Ondergrond   | Aantal | Buiten/binnen | Aantal |
| ------------ | ------ | ------------- | ------ |
| Hardcourt    | 39     | Buiten        | 23     |
| Hardcourt    | 39     | Binnen        | 16     |
| Gravel       | 22     | Buiten        | 21     |
| Gravel       | 22     | Binnen        | 1      |
| Gras         | 8      | Buiten        | 8      |
| Verschillend | 1      | Verschillend  | 1      |
| Totaal       | 70     |               |        |

### Toernooien per continent
| Continent     | Aantal |
| ------------- | ------ |
| Europa        | 37     |
| Noord-Amerika | 14     |
| Azië          | 8      |
| Oceanië       | 5      |
| Zuid-Amerika  | 4      |
| Afrika        | 1      |
| Verschillend  | 1      |
| Totaal        | 70     |

### Toernooien per land
| Aantal | Land |
| ------ | --- |
| 11     | Verenigde Staten |
| 6      | Frankrijk |
| 4      | Australië, Duitsland, China, Verenigd Koninkrijk |
| 3      | Zwitserland |
| 2      | Brazilië, Italië, Mexico, Nederland, Oostenrijk, Rusland, Spanje, Turkije, Zweden                                                                               |
| 1      | Argentinië, België, Bulgarije, Canada, Ecuador, Hongarije, Kroatië, India, Japan, Monaco, Marokko, Nieuw-Zeeland, Portugal, Qatar, Verenigde Arabische Emiraten |

### Baansnelheid
| Court Pace Index - Grand Slams + Masters 1000        |
| ---------------------------------------------------- |
|                                                      |
| ■ Traag ■ Medium traag ■ Medium ■ Medium snel ■ Snel |

Bron: Forum Tennis Warehouse, Nick Lester Twitter